# Tätertypologie
Eine Tätertypologie oder Tätertypenlehre erlaubt die Zuordnung vergangener, gegenwärtiger und zukünftiger Straftäter zu Gruppen. Es handelt sich also um Klassifikationen oder Systematisierungsversuche, die der Zuordnung von Individuen zu Gruppen oder Klassen von Straftätern dienen, wobei zur Veranschaulichung ein charakteristischer Vertreter der Gruppe als deren „typischer Vertreter“ hervorgehoben wird.
Typologien von Straftätern beziehen sich auf unterschiedliche Merkmale wie zum Beispiel die begangenen Straftaten, die zugrunde liegende Motivation, die Art der Tatausführung (Modus Operandi) und den Grad der von den Tätern ausgehenden Gefährlichkeit.
Das erste Ziel einer Tätertypologie (wie auch jeder anderen Systematik) besteht in der Verschaffung eines geordneten Überblicks. Weiterhin geht es um eine erhöhte Präzision und die Vermeidung von Wiederholungen im Informationsmanagement. Dafür ist es gut, wenn die Kategorien einer Tätertypologie sich gegenseitig ausschließen (Trennschärfe, keine Zuordnung zu zwei oder mehr der Kategorien) und wenn sie möglichst erschöpfend sind (keine Residualkategorie für „Sonstige“). Außerdem gilt für die Erstellung von Tätertypologien das Prinzip der Sparsamkeit (parsimony, es sollen keine überflüssigen Kategorien gebildet werden).

## Kriterien der Typenbildung
Typologien sind Resultate eines Gruppierungsprozesses, „bei dem ein Objektbereich anhand eines oder mehrerer Merkmale in Gruppen bzw. Typen eingeteilt wird, so dass sich die Elemente innerhalb eines Typus möglichst ähnlich sind (interne Homogenität) und sich die Typen voneinander möglichst stark unterscheiden (externe Heterogenität)“.
Typenbildung ist besonders problematisch und unzuverlässig, wenn sie lediglich der Intuition einer Person oder den vorherrschenden Vorurteilen in einer Gesellschaft folgt. Daher wäre es für eine wissenschaftliche oder wissenschaftlich fundierte Zwecksetzung der Typologie von Nutzen, wenn sie bestimmten Vorgaben entspräche.
- Erstens sollte eine Typologie klar genug sein.
- Zweitens sollte sie nach Möglichkeit klare Zuordnungen ermöglichen, das heißt ein Täter sollte nur einer und nicht zwei Kategorien zugeordnet werden.
- Drittens ist Sparsamkeit wünschenswert, das heißt eine möglichst geringe Anzahl von Typen.
- Viertens sollten Typologen nach Möglichkeit keine (große) Residualkategorie für die nicht zuordnungsfähigen Fälle vorsehen müssen.

Tätertypologien können nach dem Grad ihrer Universalität (nicht nur regional anwendbar), ihrer Kontinuität (Anwendbarkeit über einen längeren Zeitraum), ihrer Flexibilität (durch Anpassung an neuere Erkenntnisse und eventuelle Erweiterung des Klassifikationssystems) analysiert werden. Dabei zeigen sich dann nicht selten Unzulänglichkeiten im (subjektiv-weltanschaulichen) Entstehungszusammenhang, in der internen Konsistenz und in der – die Anpassung an Veränderungen im Stand des Wissens erschwerenden – Starre der Kategoriensysteme. Unzweckmäßige oder unzweckmäßig gewordene Kategorien führen dann aber häufig dazu, dass Täter in Klassen „gezwängt“ werden, in die sie nicht vollständig passen. Das führt zu Informationsverlusten und Fehleinschätzungen.
In der kriminologischen Theorie sind Tätertypologien – trotz ihrer Nachteile und Risiken – ebenso unverzichtbar wie in der kriminalpolitischen und kriminalistischen Praxis. So findet sich zum Beispiel die Ansicht, dass jugendliche Straftäter typischerweise andere Motive für ihr Verhalten haben als andere Straftäter, oder dass man die Kriminalität von psychisch kranken Rechtsbrechern gesondert zu erklären und darauf auch spezifisch zu reagieren habe. Alle solche ursachenbezogenen und zugleich die Sanktionen betreffenden Fragen lassen sich ohne Klassifizierungen von Tätern nach Alter, psychischen Besonderheiten und so weiter nicht untersuchen.
Tätertypologien können auch für Präventionsprogramme und für die (Sozial-)Therapie im Strafvollzug von Interesse sein. Der Erfolg solcher Bemühungen beruht nicht zuletzt auf dem Wissen darüber, welche spezifischen Probleme welchen Taten zugrunde liegen.
Andererseits sind die Zuordnungen zu Typen nicht ohne Informationsverlust bezüglich der einzigartigen Merkmale jedes einzelnen Falles zu haben. Die Gefahr der Vereinfachung, der „falschen Abstraktion“ (Hegel) oder des Schubladen-Denkens ist mit Typologien aller Art verknüpft, ist aber im Hinblick auf die Folgen für die Betroffenen im Bereich von Überwachung, Kontrolle und Bestrafung von besonderer Bedeutung.

## Geschichte
Die Vielfalt der Unterschiede zwischen den Gefängnisinsassen, die man lange Zeit für gleichbedeutend hielt mit der Vielfalt der Unterschiede zwischen Straftätern insgesamt, hat seit dem Beginn kriminologischer Erklärungsversuche zu Typenbildungen geführt. Cesare Lombroso unterschied gegen Ende des 19. Jahrhunderts zwischen „geborenen Kriminellen“, „Kriminaloiden“ und „Schwachsinnigen“.
Als einer der großen Gegenspieler Lombrosos unterschied Franz von Liszt zwischen den „Besserungsfähigen“, den „Abschreckbaren“ und den „Unverbesserlichen“, wobei von Liszt bei den letzteren insbesondere die „unverbesserlichen Gewohnheitsverbrecher“ als besonders hart zu bekämpfende Gruppe hervorhob. In Deutschland gehörte die Einteilung der Täter in bestimmte Gruppen („Typen“) bis zur Entstehung der kritischen Kriminologie zu den Pflichtübungen eines jeden lehrenden oder lehrbuchschreibenden Kriminologen, so zum Beispiel von Franz Exner und Edmund Mezger.
In anderen Ländern, wo es sich während der ersten Hälfte des 20. Jahrhunderts ebenso verhielt, wurden Tätertypologien nach 1945 nicht in demselben Maße desavouiert wie in Deutschland. Speziell in den USA waren etwa die Typologien der Gluecks und ihrer Nachfolger nach 1945 von großer praktischer Bedeutung und erlebten zudem nach einer Phase der Relativierung eine Renaissance im Rahmen der Sexualtäter-Typologien nach Robert K. Ressler sowie der Vergewaltigungs-Täter-Typen in den 1990er Jahren.

## Nationalsozialismus
Besonderes Interesse erfuhren Tätertypologien zur Zeit des Nationalsozialismus in Deutschland. Dies lag auch daran, dass sich das Strafrecht des „Dritten Reichs“ in besonderem Maße als ein Täterstrafrecht darstellte. In der Tatbestandstechnik ging die Tendenz dahin, die genaue Umschreibung und Abgrenzung von mit Strafe bewehrten Handlungen („Taten“) durch mehr oder weniger plakative „Tätertypen“ zu ersetzen. Die ersten Schritte in diese Richtung, die das Gewohnheitsverbrechergesetz vom 24. November 1933 unternahm, konnten hierbei durchaus noch als Fortsetzung von Lisztschen Tätertypologisierungen interpretiert werden. So konstatierte Franz Exner, dass mit dem „kriminologischen Typus“ des „gefährlichen Gewohnheitsverbrechers“ in § 20a des Gewohnheitsverbrechergesetzes und den an diesen Typus anschließenden Sanktionsmöglichkeiten (Maßregeln), zentralen Forderungen der „modernen Strafrechtsschule“ Genüge getan werde.
Andere während des „Dritten Reiches“ konstruierte Tätertypen waren etwa der „Volksschädling“ bzw. der „Mörder“ und der „Totschläger“. Insbesondere letztere ließen sich nicht mehr in die Tradition kriminologischer Tätertypen einbauen, sondern waren an die hiervon abweichende Lehre vom „normativen Tätertyp“ angelehnt, die in bewusster Abgrenzung zu den „kriminologischen“ Typen entwickelt worden war. Kleinster gemeinsamer Nenner der in sich durchaus heterogenen „normativen Tätertypenlehre“ (Kieler Schule, Erik Wolf, Paul Bockelmann, Hans Welzel) war die Ablehnung eines ihrer Ansicht nach „naturalistischen“ oder „rationalistischen“ Täterstrafrechts, wie es von Franz von Liszt und der „modernen Schule“ vertreten worden sei und das zu einer „Knochenerweichung“ des Strafrechts geführt habe. Auf der anderen Seite setzte sich insbesondere Franz Exner explizit für ein präventives, an die Forschungsergebnisse der Kriminologie angelehntes Täterstrafrecht und Tätertypologisierungen im Sinne Franz von Liszts ein. Er betonte im Gegensatz zu den Vertretern der normativen Tätertypenlehre die repressiven Möglichkeiten eines an kriminologische Tätertypen anknüpfenden Täterstrafrechts und die besondere Eignung gerade dieses Ansatzes für die kriminalpolitischen Ziele des „Dritten Reiches“.
Das heutige deutsche Strafgesetzbuch differenziert zwar nach wie vor bei Mord und bei Totschlag in der von den Nationalsozialisten eingeführten Form nach Mördern und Totschlägern. Beide Verbrechen werden jedoch – wie bei anderen Straftaten auch – auf Verwirklichung des Tatbestands (das Töten eines Menschen) und nicht auf Vorliegen eines Tätertyps geprüft. Gegenstand des Schuldvorwurfs ist auch bei § 211 und § 212 StGB die einzelne Tat, Grundlage der Strafe ist die Tatschuld.

## Neuere Tätertypologien und ihre Kritik
Richard Jenkins und Lester Hewitt unterschieden in den 1940ern aufgrund psychiatrischer Erfahrung zwischen pseudosozialen Jungen und unsozialisierten aggressiven Jugendlichen. Marguerite Warren unterschied in den 1960/1970er Jahren sieben Stadien der Anpassung, die Jugendliche auf dem Weg zum Erwachsenen-Dasein zu durchlaufen hätten, und gewann aus den Schwierigkeiten und dem Misslingen von Lösungen eine Typologie der Jugenddelinquenz bezogen auf den „Interpersonal Maturity Level“. Diese „I-Levels“-Lehre stieß unter anderem 1970 bei Don Gibbons auf Kritik. Clarence Schrag wiederum ließ Rollentypologien von Mithäftlingen von Straftätern erstellen (Kritik daran erfolgte von Peter Garabedian und Robert Leger).
Soziologische Tätertypologien sind oft von dem Bemühen getragen, die Eindimensionalität (und Realitätsferne) der juristischen Typologien zu überwinden, die sich an den erfüllten Straftatbeständen orientieren und mit der Tatsache kollidieren, dass viele Straftäter mehrere Straftatbestände erfüllen und damit in mehrere Kategorien gehören würden. So lassen sich zum Beispiel unterschiedliche Ansammlungen von jeweils „typischen“ Straftat-Mustern als „criminal behavior systems“ klassifizieren. Typologische Bemühungen gelten auch den sozio-ökonomischen und sozio-kulturellen Hintergründen von Taten. Marshall B. Clinard und Richard Quinney unterschieden zum Beispiel aufgrund von Tat- und Täterkriterien zwischen neun verschiedenen „criminal behavior systems“ (darunter personales Gewaltverhalten, Störverhalten in Bezug auf die öffentliche Ordnung, gelegentliche Eigentumsdelinquenz). Daniel Glaser identifizierte zehn Täter-Muster in Bezug auf die Art der begangenen Taten und den Grad der Involviertheit in kriminelle Karrieren. Der „heranwachsende Wiederholungstäter“ hat Schwierigkeiten mit der Anpassung an die Erwachsenenrolle, der „berufsmäßige Räuber“ hingegen hat sich für eine illegale Laufbahn entschieden. Allerdings ist Glasers Klassifizierung nicht vollständig. Es fehlen zum Beispiel Zuordnungsmöglichkeiten für strafbaren politischen Protest oder auch für Kleinkriminalität wie Schwarzfahren oder die Verletzung von Jagd- und Fischereigesetzen. Auch gehen die Kriterien durcheinander. Manche Kategorie wird nach kausalen Prozessen etabliert, während sich andere wieder auf die Tatmuster oder kriminelle Karrieren beziehen. Schließlich ist die Präzision der Klassifikation angreifbar: Unterschiedliche Personen würden wohl Mühe haben, sich auf die Zuordnung einzelner Täter zu den jeweiligen Kategorien zu einigen. Detaillierter und umfassender sind die Typologien für jugendliche und erwachsene Täter, die Don Gibbons entwickelte. Diese Typologien (neun Typen des jugendlichen Delinquenten; 15 Typen von erwachsenen Tätern) basieren auf der aktuellen Tat, der bisherigen kriminellen Karriere, dem Selbst-Konzept und rollenbezogenen Einstellungen. Beispielsweise gibt es den „naiven Scheck-Fälscher“, der ungedeckte Schecks auf sein eigenes Bankkonto ausstellt, wenig kriminelle Fähigkeiten aufweist und sich selbst als normalen Bürger ansieht und der Ansicht ist, dass er durch bloßes Ausfüllen eines Formulars doch niemandem umgebracht habe. James McKenna zufolge ist es allerdings nicht leicht, real existierende Straftäter präzise der einen oder der anderen Kategorie zuzuordnen. Joan Petersilia, Peter Greenwood und Marvin Lavin fanden zudem heraus, dass selbst „Karriere-Kriminelle“ meist weniger spezialisiert arbeiteten als angenommen. Wenn aber die weitaus meisten Strafgefangenen eher in „crime-switching“ als in „criminal specialization“ involviert waren, dann stellte das den Sinn von Tätertypologien, die auf den begangenen Delikten aufbauten, insgesamt in Frage.